# ヴィクトール・ジャケモン

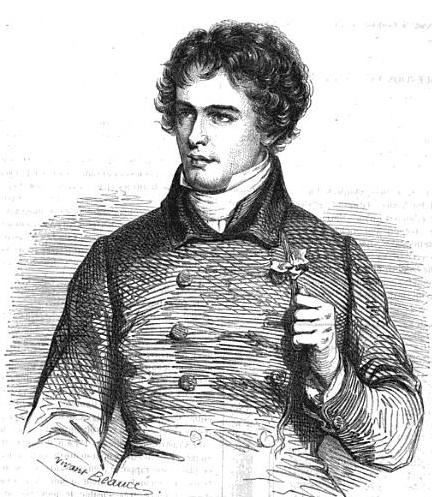
Victor Jacquemont.

ヴィクトール・ジャケモン（Venceslas Victor Jacquemont、1801年8月8日 - 1832年12月8日）は、フランスの博物学者、探検家である。インドの植物採集を行ったがインドで没した。

## 生涯
父親は元貴族で、フランス革命でナポレオンに対する、マレー（Claude François de Malet）の陰謀に参加し、投獄された Frédéric-François-Wenceslas Jacquemont de Moreauである。
ジョルジュ・キュヴィエとともに、医学、地理学、植物学を学んだ。友人たちとアドリアン・ド・ジュシュー（Adrien de Jussieu）、アドルフ・ブロンニャール（Adolphe Brongniart）らとフランス各地、ベルギーの植物採集旅行を行い、ジョベール（Hippolyte François Jaubert）とともにセヴェンヌ山脈とアルプスを旅した。その後自然史博物館で博物学者としての訓練を受けた。
1826年の秋、ラファイエット侯爵の推薦で北アメリカへの最初の航海に参加した。その後、兄弟のフレデリックとともにハイチに止まり、ハイチでルイ・コルディエに出会い、パリ植物園のインドの採集探検を率いることを依頼された。
ジャケモンは了承し、パリに戻って準備を行い、ロンドンの東インド会社と交渉し、1828年8月26日、Zealous号に乗り込んでインドに出発した。8ヶ月かけて、ケープタウンに至り、翌年1月にブルボン島に到着ししばらく留まるが、2月に嵐で、Zealous号も損傷を受け、その修理を待った。
1829年5月にカルカッタに到着した。インドには3年間留まり、ヒマラヤまで探検した。パンジャーブ地方のシク王国を訪れ、皇帝ランジート・シング（Ranjit Singh）と会見した。
病を得て、パリ自然史博物館に送る標本を準備し、ムンバイの軍病院で治療を受けたが、1832年に肝臓のアメーバ感染のため31歳で没した。
5800の植物標本、正確な記述とともにまとめられた岩石標本、動物の剥製標本は1833年夏に博物館に届いた。ジャケモンの標本はルネ・デフォンテーヌ（René Louiche Desfontaines）らによってまとめられた。プロスペル・メリメによって、ジャケモンの日記と書簡が出版された。
Betula jacquemontii, Corylus jacquemontii, Prunus jacquemontiiなどの植物に献名されている。1881年にジャケモンの遺体をフランスに戻すことになり、パリ自然史博物館近くに埋葬された。パリの市庁舎の南正面に彫像が飾られている。